# My Old Piano
"My Old Piano" is een nummer van de Amerikaanse zangeres Diana Ross uit 1980.
Het nummer is geschreven en geproduceerd door Chic-leden Bernard Edwards en Nile Rodgers en afkomstig van Ross' elfde studioalbum, Diana.
In haar thuisland de Verenigde Staten was de single niet succesvol: de Billboard Hot 100 werd niet gehaald. In Europa scoorde ze er wel een grote hit mee, met een tweede positie in de Nederlandse Top 40, vierde positie in de Ultratop 50 en vijfde plek in de UK Singles Chart.

## NPO Radio 2 Top 2000
| Nummer met noteringen in de NPO Radio 2 Top 2000 | '99  | '00  | '01-'02 | '03  | '04  |
| ------------------------------------------------ | ---- | ---- | ------- | ---- | ---- |
| My Old Piano                                     | 1541 | 1944 | -       | 1685 | 1830 |

1. ↑  Een '-' betekent dat het nummer niet was genoteerd en een vetgedrukt getal geeft de hoogste notering aan.
2. ↑  Deze tabel is bijgewerkt tot en met de laatste editie (2024).